# Coupe du monde de ski acrobatique 1987-1988
Navigation
Édition précédente Édition suivante
La Coupe du monde de ski acrobatique 1987-1988 est la neuvième édition de la Coupe du monde de ski acrobatique organisée par la Fédération internationale de ski. Elle inclut quatre épreuves : les bosses, le saut acrobatique, le ballet et le combiné, une combinaison des trois autres.
 
La suisse Conny Kissling et le français Éric Laboureix conservent leurs titres (le sixième consécutif pour Kissling, le troisième pour Laboureix). 

## Déroulement de la compétition
La saison est composée de dix étapes, trois en Amérique du Nord, cinq en Europe et deux en Asie, et se déroule du 11 décembre 1987 au 20 mars 1988. Pour chacune d'entre elles, pour les femmes comme pour les hommes, il y a trois épreuves et quatre podiums : le saut acrobatique, le ski de bosses, le ballet (ou acroski) et le combiné qui est la combinaison des résultats des trois autres. La station japonaise de Madarao n’accueille pas l'ensemble des épreuves : le saut acrobatique masculin est reporté à La Clusaz un mois plus tard.
De plus la saison est interrompue fin février par les Jeux olympiques de Calgary où pour la première fois le ski acrobatique figure au programme en tant que sport de démonstration.
Quintuple tenante du titre, la Suisse Conny Kissling conserve une nouvelle fois son titre alors que le français Éric Laboureix remporte son troisième consécutif et égale le record d'Alain LaRoche.
| \| Mont Gabriel Lake Placid Breckenridge \| Sites des compétitions de ski acrobatique en Amérique du Nord |
| Mont Gabriel Lake Placid Breckenridge                                                                     |

| Mont Gabriel Lake Placid Breckenridge |

| \| Tignes La Plagne Oberjoch La Clusaz Meiringen-Hasliberg \| Sites des compétitions de ski acrobatique dans les Alpes |
| Tignes La Plagne Oberjoch La Clusaz Meiringen-Hasliberg                                                                |

| Tignes La Plagne Oberjoch La Clusaz Meiringen-Hasliberg |

| \| Inawashiro Madarao \| Sites des compétitions de ski acrobatique au Japon |
| Inawashiro Madarao                                                          |

| Inawashiro Madarao |

| \| Mont Gabriel Lake Placid Breckenridge \| Sites des compétitions de ski acrobatique en Amérique du Nord |
| Mont Gabriel Lake Placid Breckenridge                                                                     |

| Mont Gabriel Lake Placid Breckenridge |

| \| Tignes La Plagne Oberjoch La Clusaz Meiringen-Hasliberg \| Sites des compétitions de ski acrobatique dans les Alpes |
| Tignes La Plagne Oberjoch La Clusaz Meiringen-Hasliberg                                                                |

| Tignes La Plagne Oberjoch La Clusaz Meiringen-Hasliberg |

| \| Inawashiro Madarao \| Sites des compétitions de ski acrobatique au Japon |
| Inawashiro Madarao                                                          |

| Inawashiro Madarao |

## Classements

### Général
| Rang | Nom                | Points |
| ---- | ------------------ | ------ |
| 1    | Éric Laboureix     | 56.00  |
| 2    | Chris Simboli (pl) | 55.00  |
| 3    | Alain LaRoche      | 52.00  |
| 4    | John Witt (pl)     | 49.00  |
| 5    | Scott Ogren (es)   | 32.00  |

| Rang | Nom                  | Points |
| ---- | -------------------- | ------ |
| 1    | Conny Kissling       | 30.00  |
| 2    | Meredith Gardner     | 29.00  |
| 3    | Melanie Palenik (it) | 21.00  |
| 4    | Christine Rossi      | 12.00  |
| 5    | Jan Bucher           | 11.00  |

### Saut acrobatique
| Rang | Nom                 | Points |
| ---- | ------------------- | ------ |
| 1    | Jean-Marc Rozon     | 171.00 |
| 2    | Philippe LaRoche    | 168.00 |
| 3    | Lloyd Langlois      | 153.00 |
| 4    | Kris Feddersen (pl) | 153.00 |
| 5    | Jean-Marc Bacquin   | 147.00 |

| Rang | Nom                 | Points |
| ---- | ------------------- | ------ |
| 1    | Meredith Gardner    | 80.00  |
| 2    | Sonja Reichart (de) | 71.00  |
| 3    | Catherine Lombard   | 64.00  |
| 4    | Hiroko Fujii (de)   | 64.00  |
| 5    | Susanna Antonsson   | 54.00  |

### Ballet
| Rang | Nom                     | Points |
| ---- | ----------------------- | ------ |
| 1    | Hermann Reitberger (de) | 173.00 |
| 2    | Lane Spina (en)         | 166.00 |
| 3    | Rune Kristiansen (de)   | 164.00 |
| 4    | Richard Pierce          | 157.00 |
| 5    | Dave Walker             | 157.00 |

| Rang | Nom             | Points |
| ---- | --------------- | ------ |
| 1    | Christine Rossi | 82.00  |
| 2    | Jan Bucher      | 80.00  |
| 3    | Conny Kissling  | 74.00  |
| 4    | Ellen Breen     | 66.00  |
| 5    | Lucie Barma     | 58.00  |

### Bosses
| Rang | Nom               | Points |
| ---- | ----------------- | ------ |
| 1    | Nelson Carmichael | 168.00 |
| 2    | Éric Berthon      | 157.00 |
| 3    | Edgar Grospiron   | 155.00 |
| 4    | Martti Kellokumpu | 150.00 |
| 5    | Steve Desovich    | 135.00 |

| Rang | Nom                   | Points |
| ---- | --------------------- | ------ |
| 1    | Stine Lise Hattestad  | 72.00  |
| 2    | Tatjana Mittermayer   | 72.00  |
| 3    | LeeLee Morrison (pl)  | 62.00  |
| 4    | Raphaëlle Monod       | 61.00  |
| 5    | Silvia Marciandi (it) | 60.00  |

### Combiné
Chez les femmes elles sont trois à dominer la compétition, Conny Kissling, Meredith Gardner et Melanie Palenik, à tel point qu'elles se partagent l'intégralité des trente places des dix podiums de la saison. L'avantage est néanmoins à la suisse qui remporte six des dix concours.
| Rang | Nom                | Points |
| ---- | ------------------ | ------ |
| 1    | Alain LaRoche      | 89.00  |
| 2    | John Witt (pl)     | 86.00  |
| 3    | Éric Laboureix     | 79.00  |
| 4    | Chris Simboli (pl) | 76.00  |
| 5    | Scott Ogren (es)   | 74.00  |

| Rang | Nom                     | Points |
| ---- | ----------------------- | ------ |
| 1    | Conny Kissling          | 55.00  |
| 2    | Meredith Gardner        | 52.00  |
| 3    | Melanie Palenik         | 46.00  |
| 4    | Jilly Curry             | 35.00  |
| 5    | Vasilisa Semenchuk (en) | 14.00  |

## Calendrier et podiums

### Hommes
| Date                                               | Lieu                | Épreuve  | Vainqueur               | Second                  | Troisième               |
| -------------------------------------------------- | ------------------- | -------- | ----------------------- | ----------------------- | ----------------------- |
| 11 décembre 1987                                   | Tignes              | Bosses   | Steve Desovich          | Nelson Carmichael       | Lasse Fahlén            |
| 12 décembre 1987                                   | Tignes              | Ballet   | Rune Kristiansen (de)   | Richard Pierce          | Éric Laboureix          |
| 13 décembre 1987                                   | Tignes              | Saut     | Lloyd Langlois          | Didier Méda             | Philippe LaRoche        |
| 13 décembre 1987                                   | Tignes              | Combiné  | Éric Laboureix          | Alain LaRoche           | Chris Simboli           |
| 18 décembre 1987                                   | La Plagne           | Ballet,  | Rune Kristiansen (de)   | Lane Spina (en)         | Hermann Reitberger (de) |
| 19 décembre 1987                                   | La Plagne           | Saut     | Philippe LaRoche        | Kris Feddersen          | Didier Méda             |
| 20 décembre 1987                                   | La Plagne           | Bosses   | Nelson Carmichael       | Éric Berthon            | Martti Kellokumpu       |
| 20 décembre 1987                                   | La Plagne           | Combiné  | Éric Laboureix          | John Witt               | Chris Simboli           |
| 8 janvier 1988                                     | Mont Gabriel        | Ballet,  | Hermann Reitberger (de) | Lane Spina (en)         | Klaus Mühlstein         |
| 9 janvier 1988                                     | Mont Gabriel        | Bosses   | Martti Kellokumpu       | Edgar Grospiron         | Bernard Brandt          |
| 10 janvier 1988                                    | Mont Gabriel        | Saut     | Lloyd Langlois          | Jean-Marc Rozon         | Alain LaRoche           |
| 10 janvier 1988                                    | Mont Gabriel        | Combiné  | Alain LaRoche           | John Witt               | Éric Laboureix          |
| 15 janvier 1988                                    | Lake Placid         | Ballet   | Richard Pierce          | Lane Spina (en)         | Dave Walker             |
| 16 janvier 1988                                    | Lake Placid         | Bosses   | Nelson Carmichael       | Edgar Grospiron         | Steve Desovich          |
| 17 janvier 1988                                    | Lake Placid         | Saut     | Jean-Marc Rozon         | Kris Feddersen          | Philippe LaRoche        |
| 17 janvier 1988                                    | Lake Placid         | Combiné  | Alain LaRoche           | Éric Laboureix          | Chris Simboli           |
| 22 janvier 1988                                    | Breckenridge        | Ballet,  | Hermann Reitberger (de) | Rune Kristiansen (de)   | Dave Walker             |
| 23 janvier 1988                                    | Breckenridge        | Bosses   | Hans Engelsen Eide      | Nelson Carmichael       | Olivier Allamand        |
| 24 janvier 1988                                    | Breckenridge        | Saut     | Philippe LaRoche        | Andre Ouimet            | Lloyd Langlois          |
| 24 janvier 1988                                    | Breckenridge        | Combiné  | John Witt               | Alain Laroche           | Chris Simboli           |
| 29 janvier 1988                                    | Inawashiro          | Ballet,  | Hermann Reitberger (de) | Dave Walker             | Roberto Franco          |
| 30 janvier 1988                                    | Inawashiro          | Bosses   | Martti Kellokumpu       | Edgar Grospiron         | Éric Berthon            |
| 31 janvier 1988                                    | Inawashiro          | Saut     | Lloyd Langlois          | Andre Ouimet            | Jean-Marc Rozon         |
| 31 janvier 1988                                    | Inawashiro          | Combiné  | Alain Laroche           | John Witt               | Éric Laboureix          |
| 5 février 1988                                     | Madarao             | Ballet,  | Hermann Reitberger (de) | Rune Kristiansen (de)   | Richard Pierce          |
| 6 février 1988                                     | Madarao             | Bosses   | Bob Aldighieri (en)     | Éric Berthon            | Edgar Grospiron         |
| Jeux olympiques de Calgary (21 au 25 février 1988) |                     |          |                         |                         |                         |
| 4 mars 1988                                        | Oberjoch            | Ballet,  | Hermann Reitberger (de) | Lane Spina (en)         | Chris Simboli           |
| 5 mars 1988                                        | Oberjoch            | Bosses   | Bernard Brandt          | Nelson Carmichael       | Éric Berthon            |
| 6 mars 1988                                        | Oberjoch            | Saut     | Alain LaRoche           | Lloyd Langlois          | Jean-Marc Rozon         |
| 6 mars 1988                                        | Oberjoch            | Combiné  | Chris Simboli           | John Witt               | Éric Laboureix          |
| 10 mars 1988                                       | La Clusaz           | Bosses   | Bernard Brandt          | Martti Kellokumpu       | Nelson Carmichael       |
| 11 mars 1988                                       | La Clusaz           | Ballet,  | Hubert Sewald           | Hermann Reitberger (de) | Lane Spina (en)         |
| 12 mars 1988                                       | La Clusaz           | Saut     | Jean-Marc Rozon         | Lloyd Langlois          | Thomas Überall          |
| 12 mars 1988                                       | La Clusaz           | Combiné  | Éric Laboureix          | John Witt               | Chris Simboli           |
| 13 mars 1988                                       | La Clusaz           | Saut     | Jean-Marc Rozon         | Philippe LaRoche        | Andreas Schönbächler    |
| 13 mars 1988                                       | La Clusaz           | Combiné, | Alain Laroche           | John Witt               | Scott Ogren (pl)        |
| 18 mars 1988                                       | Meiringen-Hasliberg | Ballet,  | Lane Spina (en)         | Hermann Reitberger (de) | Rune Kristiansen (de)   |
| 19 mars 1988                                       | Meiringen-Hasliberg | Bosses   | Edgar Grospiron         | Jürg Biner (pl)         | Nelson Carmichael       |
| 20 mars 1988                                       | Meiringen-Hasliberg | Saut     | Jean-Marc Rozon         | Lloyd Langlois          | Philippe LaRoche        |
| 20 mars 1988                                       | Meiringen-Hasliberg | Combiné  | Chris Simboli           | Alain LaRoche           | John Witt               |

### Femmes
| Date                                               | Lieu                | Épreuve | Vainqueur             | Second                | Troisième                  |
| -------------------------------------------------- | ------------------- | ------- | --------------------- | --------------------- | -------------------------- |
| 11 décembre 1987                                   | Tignes              | Bosses  | Liz McIntyre          | Conny Kissling        | Hayley Wolff               |
| 12 décembre 1987                                   | Tignes              | Ballet  | Jan Bucher            | Christine Rossi       | Conny Kissling             |
| 13 décembre 1987                                   | Tignes              | Saut    | Sonja Reichart (de)   | Meredith Gardner      | Susanna Antonsson          |
| 13 décembre 1987                                   | Tignes              | Combiné | Conny Kissling        | Meredith Gardner      | Melanie Palenik (en)       |
| 18 décembre 1987                                   | La Plagne           | Ballet  | Christine Rossi       | Jan Bucher            | Conny Kissling             |
| 19 décembre 1987                                   | La Plagne           | Saut    | Susanna Antonsson     | Sonja Reichart (de)   | Maria Quintana (en)        |
| 20 décembre 1987                                   | La Plagne           | Bosses  | Tatjana Mittermayer   | Lise Benberg          | LeeLee Morrison (pl)       |
| 20 décembre 1987                                   | La Plagne           | Combiné | Conny Kissling        | Melanie Palenik (en)  | Meredith Gardner           |
| 8 janvier 1988                                     | Mont Gabriel        | Ballet  | Conny Kissling        | Jan Bucher            | Christine Rossi            |
| 9 janvier 1988                                     | Mont Gabriel        | Bosses  | LeeLee Morrison (pl)  | Petra Moroder (it)    | Tatjana Mittermayer        |
| 10 janvier 1988                                    | Mont Gabriel        | Saut    | Meredith Gardner      | Anna Fraser (en)      | Hiroko Fujii (de)          |
| 10 janvier 1988                                    | Mont Gabriel        | Combiné | Conny Kissling        | Meredith Gardner      | Melanie Palenik (en)       |
| 15 janvier 1988                                    | Lake Placid         | Ballet  | Jan Bucher            | Ellen Breen           | Besty Reid                 |
| 16 janvier 1988                                    | Lake Placid         | Bosses  | Silvia Marciandi (it) | Petra Moroder (it)    | Meredith Gardner           |
| 17 janvier 1988                                    | Lake Placid         | Saut    | Meredith Gardner      | Anna Fraser (en)      | Carin Hernskog (it)        |
| 17 janvier 1988                                    | Lake Placid         | Combiné | Meredith Gardner      | Conny Kissling        | Melanie Palenik (en)       |
| 22 janvier 1988                                    | Breckenridge        | Ballet  | Christine Rossi       | Jan Bucher            | Conny Kissling             |
| 23 janvier 1988                                    | Breckenridge        | Bosses  | Raphaëlle Monod       | LeeLee Morrison (pl)  | Tatjana Mittermayer        |
| 24 janvier 1988                                    | Breckenridge        | Saut    | Carin Hernskog (it)   | Hiroko Fujii (de)     | Jodie Spiegel              |
| 24 janvier 1988                                    | Breckenridge        | Combiné | Melanie Palenik (en)  | Conny Kissling        | Meredith Gardner           |
| 29 janvier 1988                                    | Inawashiro          | Ballet  | Christine Rossi       | Jan Bucher            | Conny Kissling             |
| 30 janvier 1988                                    | Inawashiro          | Bosses  | LeeLee Morrison (pl)  | Raphaëlle Monod       | Stine Lise Hattestad       |
| 31 janvier 1988                                    | Inawashiro          | Saut    | Catherine Lombard     | Carin Hernskog (it)   | Hiroko Fujii (de)          |
| 31 janvier 1988                                    | Inawashiro          | Combiné | Meredith Gardner      | Melanie Palenik (en)  | Conny Kissling             |
| 5 février 1988                                     | Madarao             | Ballet, | Christine Rossi       | Jan Bucher            | Ellen Breen Conny Kissling |
| 6 février 1988                                     | Madarao             | Bosses  | Stine Lise Hattestad  | Conny Kissling        | Donna Weinbrecht           |
| 31 janvier 1988                                    | Madarao             | Saut    | Meredith Gardner      | Sonja Reichart (de)   | Catherine Lombard          |
| 31 janvier 1988                                    | Madarao             | Combiné | Conny Kissling        | Meredith Gardner      | Melanie Palenik (en)       |
| Jeux olympiques de Calgary (21 au 25 février 1988) |                     |         |                       |                       |                            |
| 4 mars 1988                                        | Oberjoch            | Ballet, | Christine Rossi       | Jan Bucher            | Conny Kissling             |
| 5 mars 1988                                        | Oberjoch            | Bosses  | Stine Lise Hattestad  | Silvia Marciandi (it) | Petra Moroder (it)         |
| 6 mars 1988                                        | Oberjoch            | Saut    | Sonja Reichart (de)   | Susanna Antonsson     | Catherine Lombard          |
| 6 mars 1988                                        | Oberjoch            | Combiné | Conny Kissling        | Meredith Gardner      | Melanie Palenik (en)       |
| 10 mars 1988                                       | La Clusaz           | Bosses  | Raphaëlle Monod       | Stine Lise Hattestad  | Tatjana Mittermayer        |
| 11 mars 1988                                       | La Clusaz           | Ballet  | Jan Bucher            | Christine Rossi       | Conny Kissling             |
| 12 mars 1988                                       | La Clusaz           | Saut    | Meredith Gardner      | Jodie Spiegel         | Maria Quintana (en)        |
| 12 mars 1988                                       | La Clusaz           | Combiné | Conny Kissling        | Meredith Gardner      | Melanie Palenik (en)       |
| 18 mars 1988                                       | Meiringen-Hasliberg | Ballet, | Conny Kissling        | Christine Rossi       | Lucie Barma                |
| 19 mars 1988                                       | Meiringen-Hasliberg | Bosses  | Tatjana Mittermayer   | Stine Lise Hattestad  | Donna Weinbrecht           |
| 20 mars 1988                                       | Meiringen-Hasliberg | Saut    | Meredith Gardner      | Hiroko Fujii (de)     | Catherine Lombard          |
| 20 mars 1988                                       | Meiringen-Hasliberg | Combiné | Meredith Gardner      | Conny Kissling        | Melanie Palenik (en)       |